# Марія Амалія Австрійська (1746–1804)
Марі́я Ама́лія Йозе́фа Йога́нна Анто́нія Австрі́йська (нім. Maria Amalia Josepha Johanna Antonia von Österreich, 26 лютого 1746 — 18 червня 1804) — ерцгерцогиня Австрійська з династії Габсбургів-Лотарингенів, донька імператорів Священної Римської імперії Франца I Стефана та Марії-Терезії, дружина герцога Парми, П'яченци та Гвасталли Фердинанда I.

## Біографія

### Ранні роки
Марія Амалія народилася 26 лютого 1746 року у віденському палаці Гофбург. Вона була восьмою дитиною та шостою донькою в родині імператорів Священної Римської імперії Франца I Стефана та Марії-Терезії. Країна в цей час продовжувала Війну за австрійську спадщину і за два місяці до народження Марії Амалії був підписаний Дрезденський мир, за яким король Пруссії Фрідріх II визнав обрання її батька імператором Священної Римської імперії. А вже за кілька днів після її появи на світ об'єднані австро-сардинські війська почали одержувати перемоги на італійській землі.

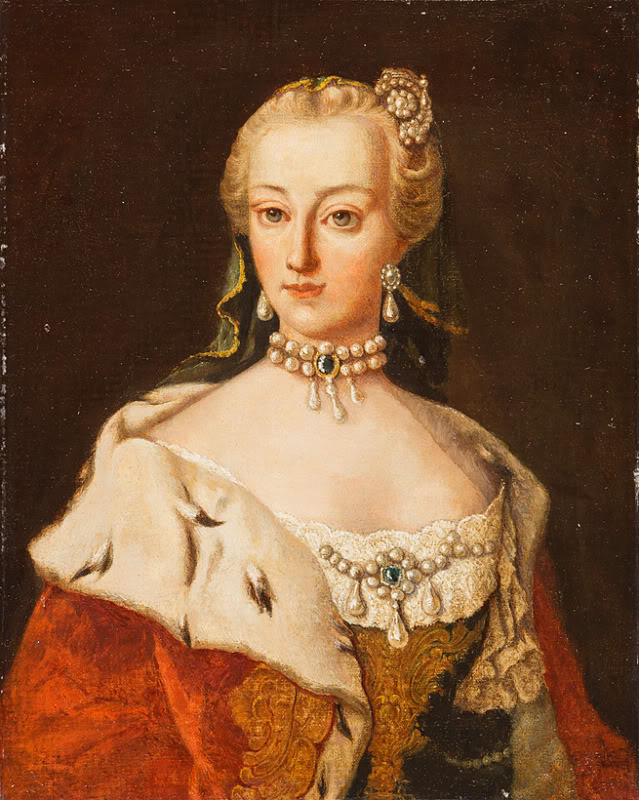
Портрет Марії Амалії невідомого майстра

Мала старших сестер Марію Анну, Марію Христину, Марію Єлизавету та братів Йозефа та Карл Йозефа. Згодом в сім'ї з'явилося восьмеро молодших дітей, з яких найвідомішими стали Леопольд та Марія Антонія. Взимку сімейство мешкало у Гофбургу, літо проводили у палацах Шенбрунн та Лаксенбург.
Виховання принцеси мало зробити з неї в майбутньому слухняну та шанобливу дружину, яка зможе добре виконувати свої представницькі обов'язки. Її навчали історії, політології, іноземним мовам, математиці, орфографії, живопису, танцям та театральному мистецтву. Гру на фортепіано для імператорських дітей викладав Георг Крістоф Вагензейль. Юні ерцгерцогині також навчалися рукоділлю та мистецтву вести розмови. Втім, маючи різницю у віці, виховувалися вони окремо.
Коли юна ерцгерцогиня була введена в світ, австрійський двір захоплювався її вродою. Також мала визнану здібність до живопису, талановито складала вірші та мала чудове сопрано.
У 1765 році помер її батько. Добрих відносин із матір'ю не мала. Марія-Терезія сама зауважувала, що найгірші стосунки у неї склалися з Марією Амалією. Вона описувала доньку як зарозумілу, зверхню та жваву дівчину. Найбільше товаришувала ерцгерцогиня з молодшими сестрами Марією Йоганною, Марією Йозефою, Марією Кароліною та Марією Антонією.
У 22-річному віці закохалася у свого однолітка, спадкоємного принца Пфальц-Цвайбрюкена Карла Августа, який мав приємну зовнішність. Юнак зробив їй пропозицію, й ерцгерцогиня відкрито заявляла про своє бажання вийти за нього заміж. Проте матір, яка дозволила перед цим взяти шлюб через кохання її сестрі Марії Христині, відмовила Марії Амалії. Австрійський уряд не бачив за німецьким принцом великих перспектив, незважаючи на його можливості в майбутньому успадкувати значний земельний спадок. Прагнучи налагодити стосунки Відня з європейськими державами, Марія-Терезія з міністром Кауніцем розробила план шлюбів усіх своїх дітей. Найбільше значення надавалося родичанню з Бурбонами, які посідали кілька європейських тронів. Марія Амалія призначалася юному герцогу Парми, П'яченци та Гвасталли Фердинанду I, молодшому від неї на п'ять років. Цей союз також підтримав спадкоємець престолу Йозеф, чия перша дружина Ізабелла Пармська доводилася Фердинанду рідною сестрою. Загалом, шлюб мав на меті вивести Парму з-під французького впливу й привести під австрійську руку. Незважаючи на активний супротив Амалії, Марія-Терезія наполягла на укладенні шлюбу за домовленістю, який відбувся 27 червня 1769 року у церкві Святого Августина у Відні. Це призвело до остаточного розриву відносин ерцгерцогині з матір'ю.

### Шлюб
1 липня, у супроводженні Йозефа, Марія Амалія відбула до Парми. 19 липня 23-річна ерцгерцогиня повінчалася з 18-річним герцогом Фердинандом де Бурбоном у палаці дожів у Колорно. Консумації шлюбу проте не відбулося. Відсторонена поведінка Марії Амалії, окрім іншого, пояснювалася жахливим станом особистої гігієни нареченого. Незважаючи на всі зусілля двору щодо приведення його в кращий стан, шлюбна ніч здійснилася лише через два місяці. До цього часу Фердинанд отримав кілька листів з порадами щодо налагодження гармонійного сімейного життя від свого діда Людовика XV. Наступного року у пари з'явився первісток —дівчинка. Всього Марія Амалія народила семеро дітей.
За характерами подружжя було досить різним: Марія Амалія була екстравертом і домінатором у поведінці, Фердинанд був інтровертом та типовим благочестивим юнаком. Герцогиня перші десять років шлюбу не могла знайти спільної мови з чоловіком, хоча вони обидва змальовувалися як турботливі батьки, що піклувалися про дітей. Марія Амалія особливо ніжно ставилася до старшого сина, даючи особливі вказівки його наставнику.
Офіційною резиденцією пари став палаці дожів у Колорно. Втім, Марія Амалія переважно мешкала у мисливському будинку в Салі. У 1775 році вона замовила придворному архітектору Е. А. Петіто повну реконструкцію будинку. До 1789 року на його місці зріс неокласичний палац із прилеглою каплицею, який отримав назву Казі́но дей Боскі.

### Герцогиня Парми
Від самого початку перебування в Пармі Марії Амалії, її особисте життя викликало великий скандал. Чоловіка вона не любила і не приховувала цього. Щорічну пенсію з Відня у розмірі 60 000 флоринів, якої матір домоглася для неї з великим трудом, витрачала на одяг, бали та вечірки. Проводила ночі без супроводу інкогніто на вулицях, грала в азартні ігри зі слугами та брала у коханці охоронців чоловіка, в той час як він мав романи з представницями селянства. Це було причиною хвилювання Марії-Терезії щодо репутації доньки та її сестер. Поведінка Марії Амалії було темою пліток по всій Європі. Пармська аристократія через це ставилася до неї негативно, вважаючи, що вона продовжує жити в австрійських розкошах, в той час як маленька Парма не може задовольнити її фінансові потреби. Натомість, герцогиня була дуже популярною серед простого люду, який любив її за її щедрість. На вечірках герцогині у палаці були присутніми як вельможі, так і біднота, яким подавалися одні й ті самі страви, хоча й за різними столами. Також вона навідувала постраждалих від віспи, ризикуючи власним здоров'ям. Народ називав її La Signora та La Mata, вважаючи хороброю жінкою з добрим серцем.

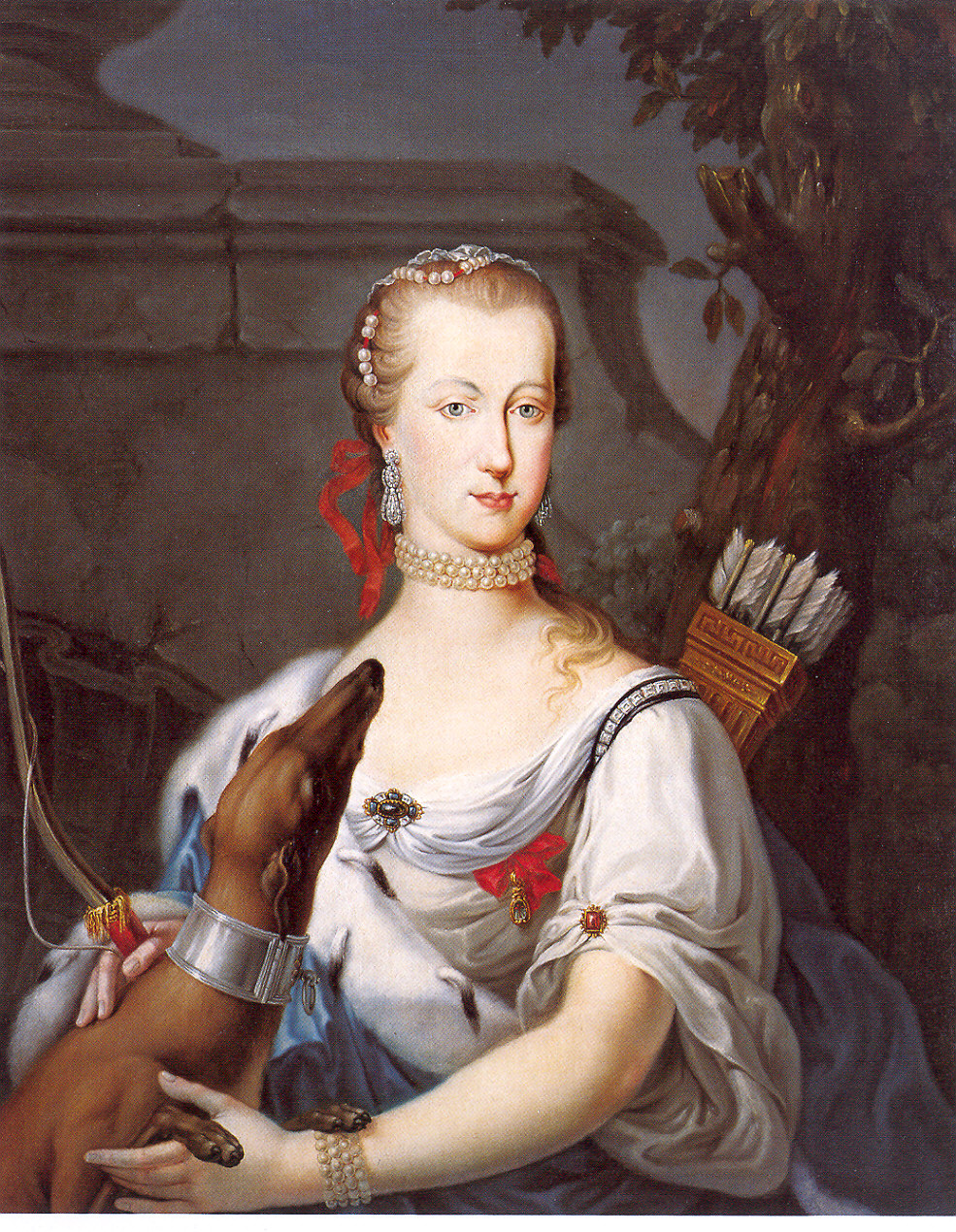
Портрет Марії Амалії в образі Діани пензля К. А. дель Верме, Національна галерея Парми

Перший час Марія-Терезія намагалася впливати на політику Парми за допомогою листів доньці. В герцогстві в той час великий вплив мав міністр Гійом дю Тійо, який проводив профранцузьку політику. Фердинанд, віддаючи перевагу релігійним справам, державні делегував дружині. За два роки Марія Амалія домоглася відставки дю Тійо, замінивши на іспанця Хосе де Льяно, і, зрештою, набула влади фактичного правителя Пармського герцогства. У 1773 році вона народила сина, і відбулася її спроба примирення з матір'ю. Марія-Терезія замовила німецькому живописцю Йоганну Цоффані портрет онуків. Однак, у тому ж році, Марія Амалія відмовила австрійському послові Розенбергу та вивела країну як з-під австрійського, так і з-під іспанського впливу, відмовившись отримувати листи з Відня та Мадриду. Дипломатичні відносини з цими країнами були перервані. Тоді ж вона відправила де Льяно у відставку, набравши кабінет міністрів з корінних жителів Парми, відданих безпосередньо їй. Пенсія з Відня ерцгерцогині більше не виплачувалася.
Надалі продовжувала захищати незалежність герцогства Парми від Франції, Іспанії та Австрії, зміцнювала у громадян відчуття національної приналежності, покровительствувала мистецтвам, культурі та літературі, ефективно працювала з кабінетом міністрів. Наказам Фердинанда часто суперечила, примушувала підписувати його офіційні документи, складені нею, а також включати її ім'я в декрети як співправительки. Йозеф II характеризував сестру як напів-амазонку, достатньо розумну, щоб правити країною без чоловічої допомоги.
Продовжувала листування з сестрами, обмінювалася з ними портретами та подарунками. У 1775 році її навідала Марія Христина, яка відмітила, що сестра вже не є красунею, хоча залишається доброю жінкою.
Після 1778 року, через хворобу сина, зблизилася з чоловіком. У 1780 році померла Марія-Терезія, повноту влади у Священній Римській імперії перебрав на себе брат Марії Амалії, Йозеф. В 1780-х роках Фердинанд трохи цікавився державними справами, разом з герцогинею вони дбали про добробут Парми, що стало ще одним їхнім спільним інтересом.

### Французьке вторгнення

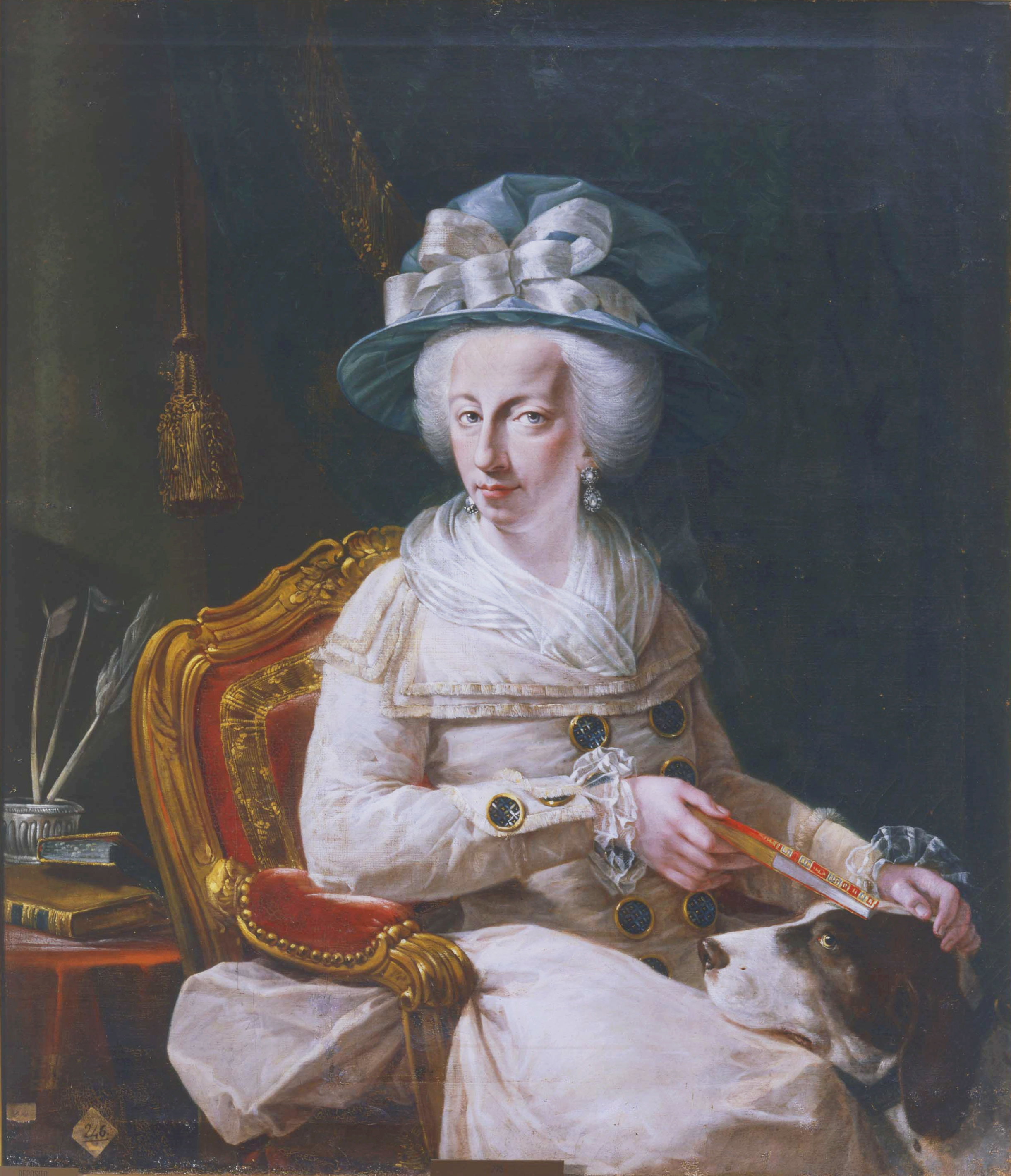
Портрет Марії Амалії

У жовтні 1793 року французькі революціонери стратили сестру герцогині, Марію-Антуанетту, а у 1796 році почалося французьке вторгнення до Італії на чолі з Наполеоном. Парма була захоплена французькими військами, хоча Фердинанд оголосив герцогство нейтральним. Бонапарт запропонував не чіпати герцогства в обмін на дозвіл пройти його територією, однак не отримав відповіді. Пізніше він запропонував Фердинанду острів Сардинія в обмін на Парму. Після відмови армія влітку 1800 року зайняла Парму і змусила Фердинанда погодитися на умови, продиктовані французами. Хоча монаршій парі були офіційно дозволено зберігати свої титули, їх тримали під домашнім арештом, герцогство керувалося представниками Франції, отримувані податки використовувалия для фінансування французької армії. Фердинанду було дозволено утримувати трон Парми до своєї смерті, але фактично він мав титул та не мав підлеглих територій. Герцогиня, як повідомляється, боялася за його життя.
Після Люневільського миру лютого 1801 року під владу Парми була передана Тоскана, але вже у квітні 1801, після Аранхуеського договору, на її теренах була створена французька маріонеткова держава — Етрурське королівство. Правителем був призначений син Фердинанда та Амалії. Герцогське подружжя виступало проти договору.
9 жовтня 1802 року Фердинанд I помер, призначивши Марію Амалію головою Ради регентства. Однак її офіційне правління тривало короткий час. 22 жовтня 1802 року Наполеон приєднав герцогство до Франції.
Марія Амалія, з дозволу французів, була присутньою на похороні чоловіка разом з молодшими доньками. У листопаді вони залишили Італію, виїхавши через Венецію до Праги, де її племінник Франц II дав дозвіл створити свою резиденцію. Останні роки провела з невеликим почтом в Празькому Граді, де і померла 18 червня 1804 року в 58-річному віці. Її тіло було поховане в королівському склепі у Соборі Святого Віта в Празі, в той час як серце було відправлено до Відня і поміщено в урну у крипті сердець Аугустинеркірхе.

## Нагороди
- Орден Святої Єлизавети (Баварське королівство);
- Великий хрест Костянтинівського ордену Святого Георгія (Неаполітанське королівство);
- Орден Зіркового хреста (Священна Римська імперія);
- Золота троянда (нагорода папи римського) (1784);
- Орден королеви Марії Луїзи (Іспанія) (21 квітня 1792).

## Родина

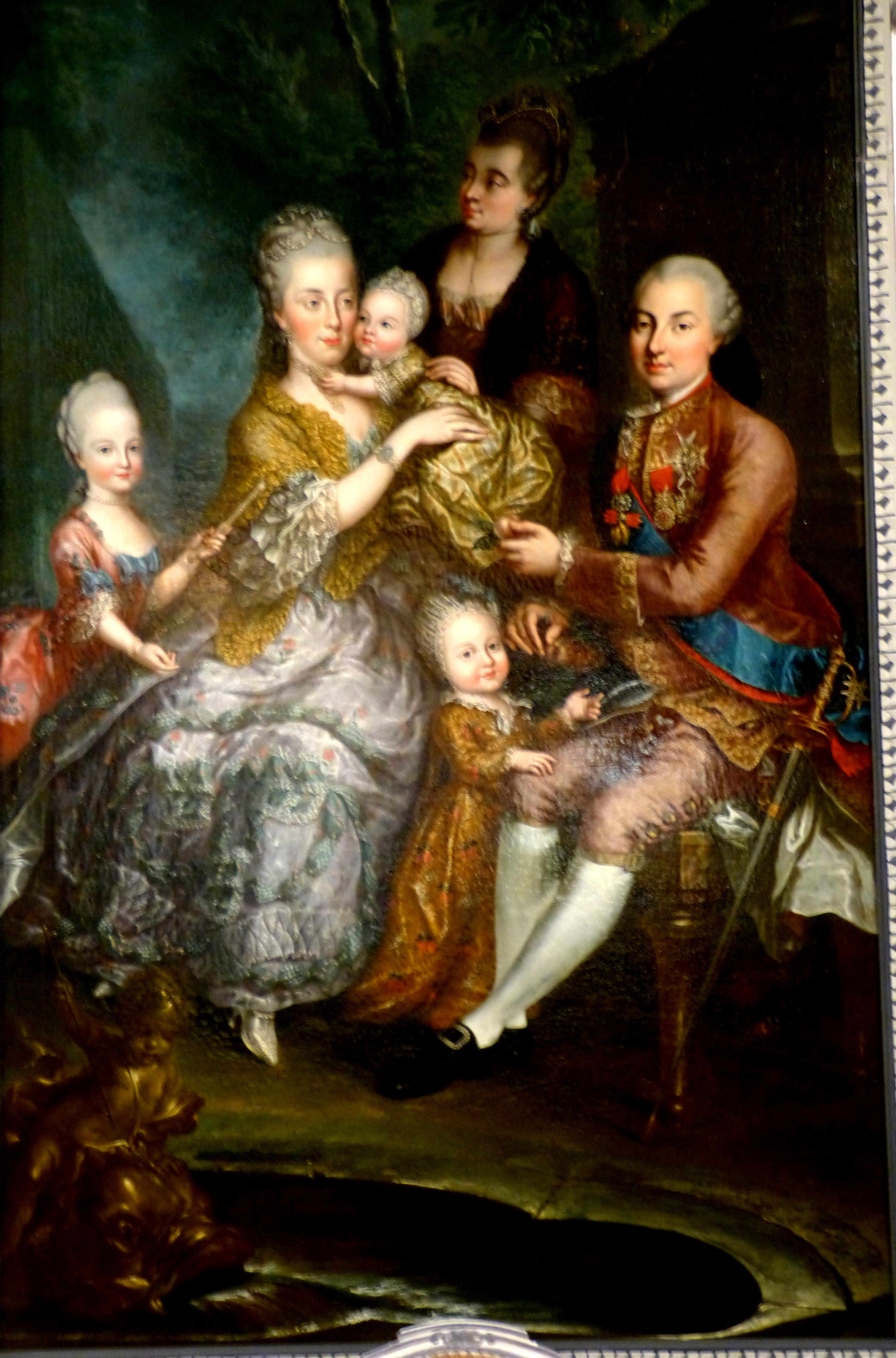
Марія Амалія у колі сім'ї, родинний портрет Якоба Куля, 1776

Чоловік — Фердинанд I, герцог Пармський
Діти:
- Кароліна (1770—1804) — дружина принца Саксонії Максиміліана, мала семеро дітей;
- Людвіг (1773—1803) — король Етрурії у 1801—1803 роках, був одружений з іспанською інфантою Марією Луїзою, мав сина та доньку;
- Марія Антонія (1774—1841) — одружена не була, дітей не мала, у 1802 році приєдналася до ордену урсулінок;
- Шарлотта (1777—1813) — одружена не була, дітей не мала, у 1797 році приєдналася до ордену домініканок;
- Філіп (1783—1786) — прожив 3 роки;
- Антонія (1784—1786) — прожила 2 роки;
- Марія Луїза (1787—1789) — прожила 2 роки.